# Lijst van Nederlandse drumfanfares
Dit is een lijst van Nederlandse drumfanfares georganiseerd naar gemeente of regio.

## A
- Drumfanfare Eensgezindheid, Aerdt
- Drumfanfare Almere, Almere

- Christelijke Drumfanfare Hosanna, Axel

## B
- Drumfanfare St. Jan, Babberich
- Schutterij B.U.B. Beek-Ubbergen, Beek (Gelderland)
- Drumfanfare en majorettenkorps Irene Lucia, Beek (Limburg)

- Drumfanfare ESKA, Bemmel
- Drumfanfare en Majoretten Peloton Parcifal, Brunssum

## D
- Muziekvereniging Drumfanfare Delden, Delden
- Drumfanfare Promenadeband, Delft
- Drumfanfare Peelland, Deurne
- Chr. Showband Jubal, Dedemsvaart

- Drumfanfare & Majorettekorps Loil-Vooruit, Didam
- Drumfanfare Beatrix, Dongen
- Gilde "St. Remigius", Duiven

## E
- Muziekvereniging Euphonia, Eibergen

- Drumfanfare EDG, Ermelo

## G
- Schuttersgilde St. Martinus, Gaanderen
- Drumfanfare Jong Leven, Gerwen

- Drumfanfare Avanti, Groningen

## H
- Drumfanfare TTH, Hazerswoude
- Drumfanfare Hengelo, Hengelo

- Drumfanfare Exempel, 's-Hertogenbosch
- Drumfanfare Amantius, 's-Hertogenbosch

## I
- Show- en Drumfanfare Oranje, IJsselmuiden

## J
- Muziekvereniging Kunstzin, Julianadorp

## K
- Schuttersgilde St. Jan, Keijenborg

- Muziekvereniging Crescendo, Krimpen aan de Lek

## L
- Drumfanfare FBL (FranciscusBand), Leiden
- Drumfanfare Mavileo, Leimuiden
- Malletband St. Switbertus, Lichtenvoorde

- Drumfanfare PCL Lobith, Lobith
- Drumfanfare OLTO, Loenen

## M
- Drumfanfare CMH Menaldum, Menaldum

## N
- Schutterij De Eendracht, Nieuw-Wehl
- Drumfanfare DKV, Nieuwerkerk aan den IJssel

- Drumfanfare Michaël, Nijmegen
- Jeugddrumfanfare De Stefaantjes, Nijmegen

## O
- Drumfanfare Victoria, Odijk
- Drumfanfare D.I.O.S., Oijen

- Drumfanfare St. Anna, Oud-Zevenaar

## P
- Drumfanfare Haaglanden, Pijnacker

## R
- Drumfanfare St. Caecilia, Raalte
- Muziekvereniging Volharding, Rhoon
- Drumfanfare EMM, Rijen

- Drumfanfare Melomanie, Rijsenhout
- Drumfanfare Excelsior, Rotterdam

## S
- Show- & Drumfanfare Duindorp, Scheveningen
- Muziekvereniging M.E.T.R.O., Scheveningen

- Muziekvereniging St. Cecilia, Schijndel
- Schuttersvereniging Willem Tell, Silvolde
- Drumfanfare Schutterij De Eendracht, Nieuw-Wehl

## T
Tamboerkorps St. Cecilia Zegge

## U
- Schuttersgilde Sint Hubertus, Ulft

## V
- Show-en Marchingband Forum Hadriani, Voorburg
- Drumfanfare St. Cecilia, Voorhout

- Muziekvereniging Laurentius, Voorschoten

## W
- Drumfanfare Liberte, Westervoort

## Z
- Drumfanfare Jonathan, Zeist
- Drumfanfare Altesa, De Zilk

- Drumfanfare VIOS, Zoeterwoude